# Ixorida propinqua
Ixorida propinqua är en skalbaggsart som beskrevs av Mohnike 1873. Ixorida propinqua ingår i släktet Ixorida och familjen Cetoniidae. Inga underarter finns listade i Catalogue of Life.